# 公物
公物（こうぶつ）とは、国・地方公共団体等の行政主体により、直接に公の用に供せられる個々の有体物をいう。

## 概要
私物に対する観念で、国有財産・公有財産でも単に収益を目的とする普通財産は、公物ではない。私有財産であっても、それが公共目的に供されるものであれば、公物となりうる。私有財産が公物として公の目的に供される場合、その公の目的を達成するために必要な限度で、私権が制限され、それについては正当な補償がなされなければならないが、その物についての私権が認められないこともある（道路法3条）。b:国家賠償法第2条の営造物と同じ意味である。直接公衆の使用に開放される公共用物と、国または公共団体自身の使用に供せられる公用物とを含む。公共用物は、特定物件が一般公衆に供される形態を備えていて、公用開始行為があって成立する（自然公物の場合、公用開始行為は不要）。形態的要素を欠くか、公用廃止行為があった場合には、消滅する。公用物は、公用開始行為があれば成立し、公用廃止行為があれば消滅する。公用開始行為には、一定の権限を有することを要し、何らの権限に基づくことなく、他人の物を公用物として公用開始行為を行っても、原則として無効である。なお、公物について公共用財産として維持すべき理由がなくなった場合には、黙示的に公用が廃止されたものとして、取得時効が成立する。
公物の管理に瑕疵があったために損害を受けた者は、公物の管理を担当する公務員が無過失であっても損害賠償を請求することができるが、この請求は公務員個人に対してではなく、公物の管理者である国または地方公共団体に対して行わなければならない。
不動産登記法の適用除外となることがあるが、所有権の移転については、b:民法第177条の適用を受けるため、国は後に登記を備えた第三者に対抗することはできない。しかし、当該不動産は、私有公物となるため、第三者は、損害賠償請求や妨害排除請求はすることができないとするのが判例である。公用廃止行為がなされない限り、当該所有権に加えられた制限は消滅しない。

## 分類
- 利用目的により
  - 公共用物：直接一般公衆の使用に供される公物（公道・河川・公園・港湾）
    - 公の施設

  - 公用物：直接には、国・地方公共団体の使用に供される公物（官公署・官公立学校の建物や敷地）
- 成立過程により
  - 自然公物：自然の状態において、すでに公の用に供しうる実体を備えているのを通常とする物（河川等）
  - 人工公物：公用開始行為（行政主体が、人工を加え、かつ意思的に、公の用に供すること）により、初めて公物となるのを通常とする物（公道、公園、港湾等）
- 所有権の帰属により
  - 国有公物
  - 公有公物
  - 私有公物
- 管理権と所有権の帰属によるもの
  - 自有公物
  - 他有公物

## 法的性質

### 公物の不融通性
融通性の制限の様態は多様である。国有公物に対して強制執行はできないとするのが通説であるが、公有・私有公物に対しては強制執行可能である。差し押さえられ、競売にかけられた公物を落札し、所有権を取得しても私権は制限されうる。黙示的にでも公用廃止行為があれば、取得時効の制限は妨げられない。公物は公物のままでは収用の対象とならず、公物を他の目的に供するには、いったん公用廃止行為を行わなくてはならない。

### 公物の範囲の決定
特段の定めのない限り、行政庁は、一方的に公物の範囲を決定することは許されず、不服のある者は、不服申立てや訴訟を提起することはできない。

### 公物の管理・使用
特別の規定が多い。
判例
- 公水使用権は、「河川の全水量を独占排他的に使用しうる絶対不可侵の権利ではなく、使用目的を充たすに必要な限度の流水を使用しうるに過ぎない」とした判例[4]
- 村民各自は、村道に対し、他の村民の有する利益ないし自由を侵害しない程度において、自己の生活上必須の行動を自由に行いうべき使用の自由権を有するとした判例[5]
- 都有行政財産である土地について期間の定めなくされた使用許可が当該行政財産本来の用途又は目的上の必要に基づき撤回されたときは、使用権者は、特別の事情のないかぎり、取消による土地使用権喪失についての補償を請求しえないとした判例[6]
- 郵便局の庁舎における広告物掲示許可は、許可を受けた者に対し伝達、表明等の行為のために指定された場所を使用するなんらかの公法上又は私法上の権利を設定、付与するものではなく、また、国有財産法18条3項にいう行政財産の目的外使用の許可にもあたらず、管理者は、民法上の使用貸借に関する規定の類推適用により、必要・理由があれば、いつでも許可を撤回することができるとした判例[7]

### 法定外公共物
歴史的に国有財産とされてきた国有の公物であって、直接の根拠法がなく、地方公共団体が管理してきたものを言う。地方分権一括法により、所有権を国から市町村に移譲された（国有財産法、国有財産特別措置法の一部改正）。

## 公物法
公物に関する法規範の体系をいい、公物と同様学問上の概念である。
- 河川法
- 道路法
- 港湾法
- 国有財産法

## 使用関係
- 一般使用
- 許可使用
- 特許使用

例：道路の電柱